# Miloš Aligrudić
Miloš Aligrudić (Beograd, 1964.) je srbijanski političar, član Demokratske stranke Srbije i šef zastupničke grupe te stranke u Skupštini Srbije.
Aligrudić je potpredsjednik Parlamentarne Skupštine Vijeća Europe, gdje je vođa srpske parlamentarne delegacije.